# Chartreuse du Mont-Saint-Jean-Baptiste de Zelem
La chartreuse du Mont-Saint-Jean-Baptiste (en néerlandais : Kartuizerklooster Sint-Jansberg ou St. Jans-dael, en latin : Domus Montis Sancti Johannis Baptistæ) était un monastère de l'ordre des Chartreux, fondé en 1368 et supprimé en 1796 par les armées de la république française. L'ancienne chartreuse est parfois appelée chartreuse de Diest en référence à son fondateur. Elle est située au sommet d'une colline, le Kolenberg, non loin de l'ancienne église disparue de Zelem, en Belgique, dans la province du Limbourg.
Au début de son existence, la situation matérielle n'est pas brillante, mais au XVe siècle la situation s'améliore. La maison est toutefois pillée en 1461 et 1465, incendiée par les troupes du Guillaume Ier d'Orange-Nassau en 1583. Des restaurations sont entreprises dès 1602, d'autres suivront aux XVIIe et XVIIIe siècles dans le style classique.
Les événements se précipitent ensuite, avec l'invasion du pays par les Français en 1792, l'annexion des Pays-Bas en 1795 puis la fermeture du monastère en 1796 et sa vente comme bien public. Le site est converti par la suite en château avec un parc, et en 2018, est devenu finalement un domaine utilisé pour des événements d'entreprises privées. 

## Histoire

### Chartreuse
La chartreuse est fondée en 1328 par Gérard van Diest, burgrave d'Anvers, à la demande de sa défunte épouse Maria van Loon (†1325),, et de Johanna van Vlaanderen (Jeanne de Flandre ou Jeanne de Dampierre dite Sans-Terre), sa seconde épouse. Ils ont comme cofondateur le seigneur Jan van Raetshoven. Le premier prieur, Jan van Meldert, commence la construction de la maison dès 1329. Jusqu’en 1368, la situation matérielle n'est pas brillante, à tel point que le chapitre général s’en inquiète cette année-là. 
Au XVe siècle, la situation s’améliore, mais le schisme d’Occident a une influence désastreuse sur la vie de la maison. La communauté reste fidèle au pape de Rome. La maison est pillée en 1461 et en 1465. Les religieux se retirent dans une maison de refuge à Diest. Peu après, ils peuvent rentrer et vivre en paix durant un siècle. 
En 1583, la maison est incendiée par les troupes du prince d’Orange. la bibliothèque la plus riche du pays de Loon est alors ????, y compris les œuvres de Pieter Dorland et les manuscrits de Hadewijch.
En 1602, une restauration est entreprise et la communauté peut de nouveau vivre un siècle sans événements graves. La reconstruction commence par le cloître et la maison d'hôtes de 1616 à 1618, la chapelle gothique, en 1459. Le portail est construit en 1647 et une maison d'hôtes avec la porte dite Sint-Janstore en 1663. Des restaurations sont également entreprises au XVIIIe siècle, dans le style classique. En 1753, les intérieurs et en 1765, les fenêtres sont adaptées au goût de l'époque.
Dès 1787, la vie devient de nouveau périlleuse à cause des patriotes, et en 1792 à cause de l’invasion des Français. Les moines s’enfuient en Allemagne, mais peuvent rentrer en 1794. Le 1er octobre 1795, le sud des Pays-Bas est annexé à la France. Le 14 septembre 1796, ils sont chassés de leur maison par les armées de la république française.

### Château
En 1798, le domaine est vendu comme domaine public. L'acheteur fait faillite en 1817. Le domaine est alors acheté par Paul Gericke (nl), commissaire du roi, qui convertit le monastère en château et ajoute divers bâtiments, dont une orangerie et aménage également un jardin anglais. Il agrandi le domaine de quelques hectares ; il achète une partie de la forêt de « Sluijsbosch » aux Chartreux, où se trouvent d'anciennes carrières. Ces forêts complètent celles précédemment achetées. Ces forêts sont actuellement une réserve naturelle.
En 1831, Gericke vend le domaine à Hubert Fischbach Malacord (nl), maire de Zelem, qui l'embellit davantage et l'agrandit encore. Il fait creuser un puits artésien sur le domaine et construit une cave à glace. Le parc est également aménagé. Après sa mort, le château de Sint-Jansberg est vendu à plusieurs reprises dont au baron Edmond Whettnall, mais ne change plus d'aspect. À la mort du baron Whettnall, le domaine passe à son gendre, le colonel Paul Ablay (fils du général Omer Ablay).
En 1919, le domaine est transformé en école professionnelle. À partir de 1928, il y a un monastère dominicain qui est vendu en 1993 pour faire un parc de loisirs.
En 2013, le domaine est acheté par un groupe financier qui utilise les salles d'origine pour l'organisation d'événements, d'ateliers, de salle de réunions et d'un café. Le parc est conservé et une opération est lancée pour le potager.
Début 2017, la société financière fait faillite et Sint-Jansberg est fermé. En 2018, le monastère a de nouveaux propriétaires. Le domaine et les terrains privés servent pour des événements d'entreprise et privées,.

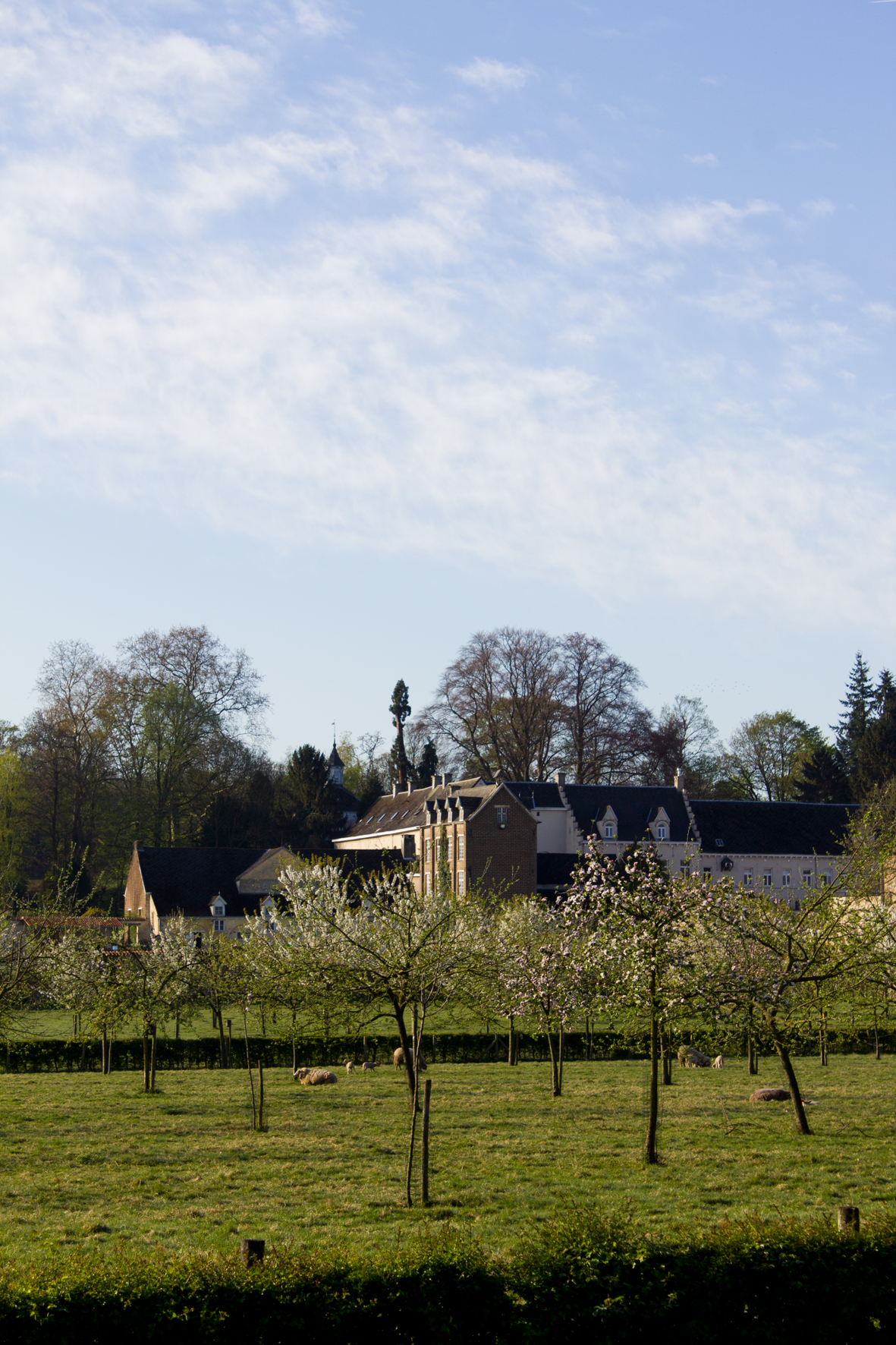
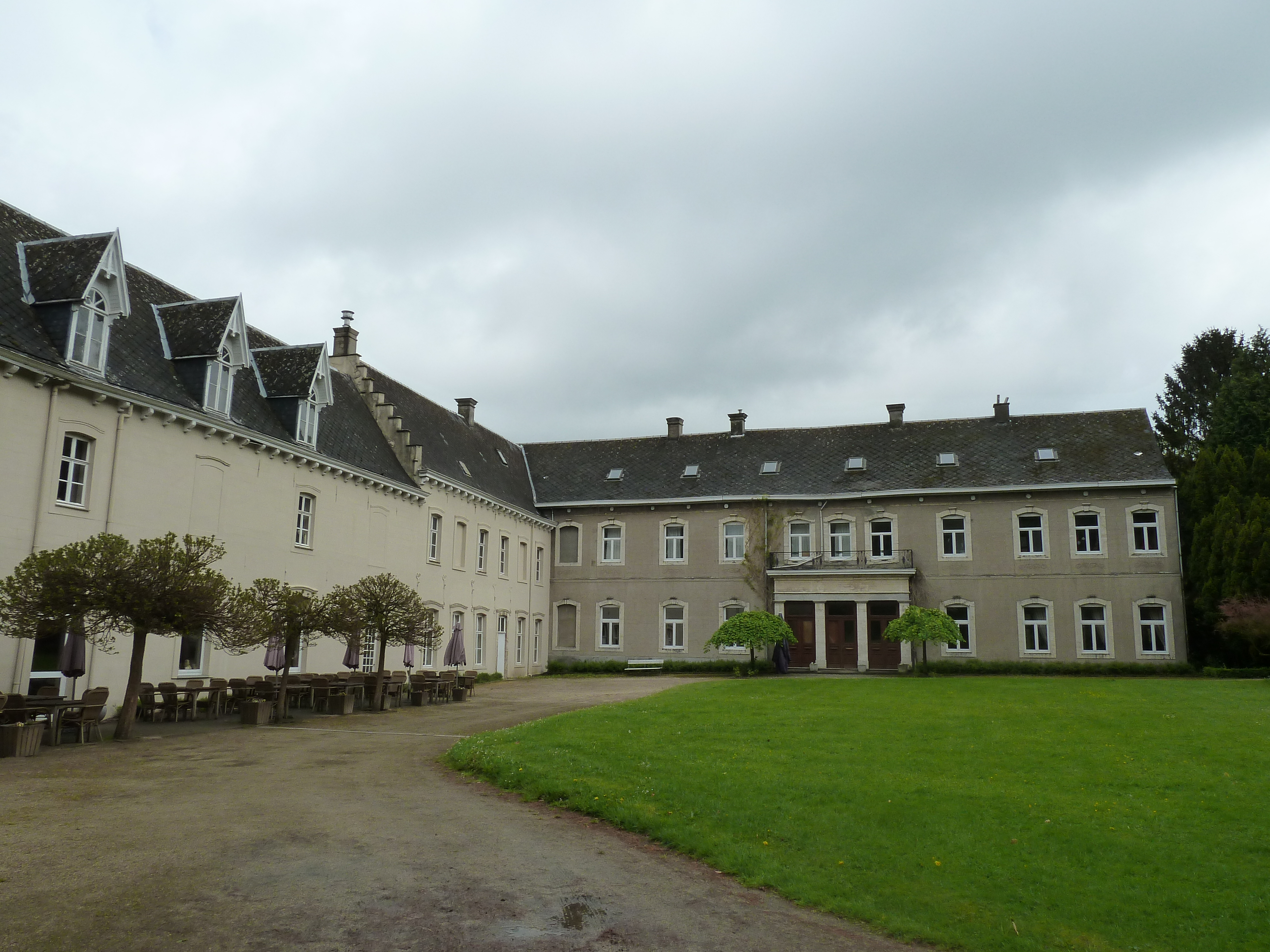
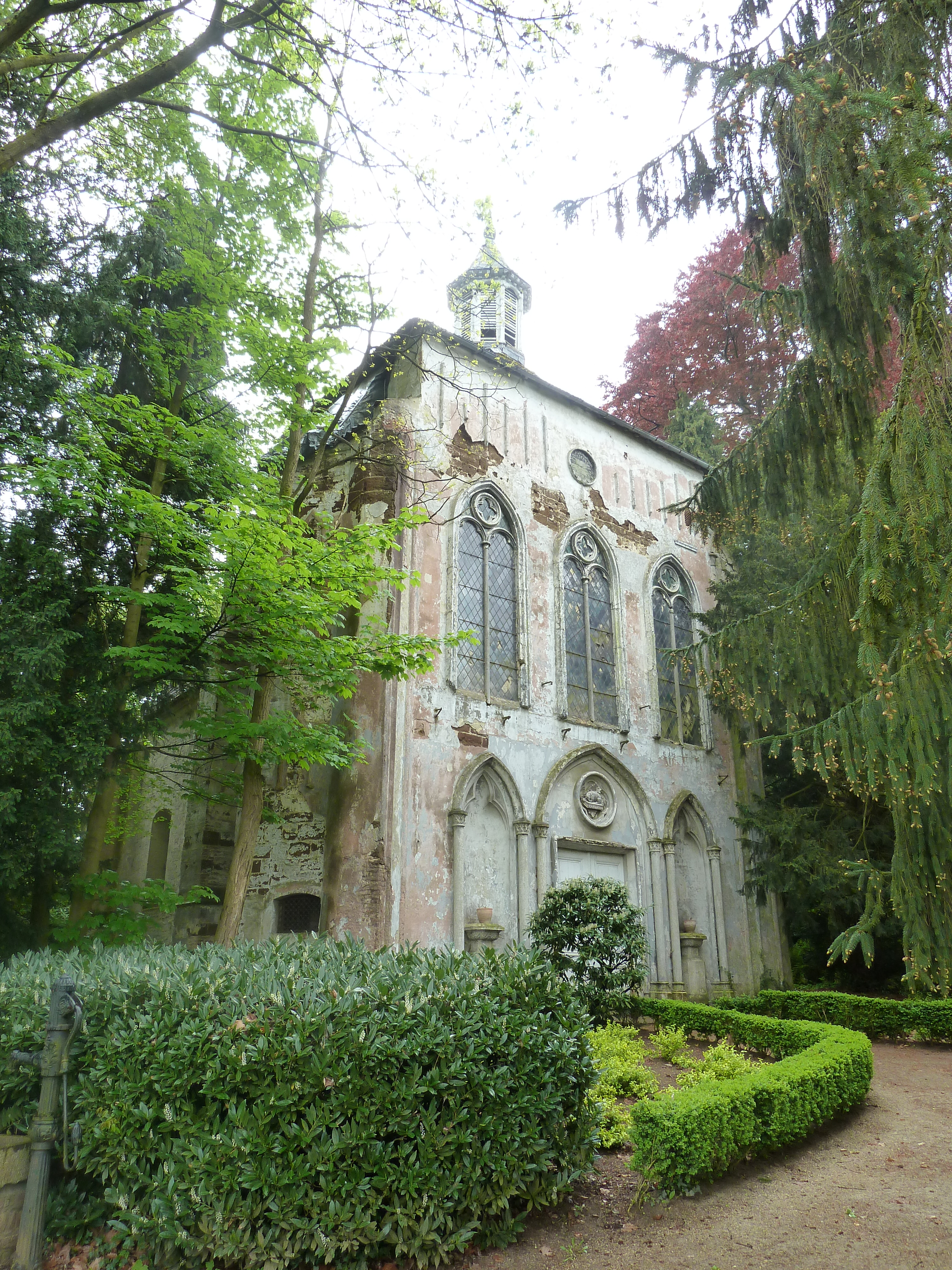
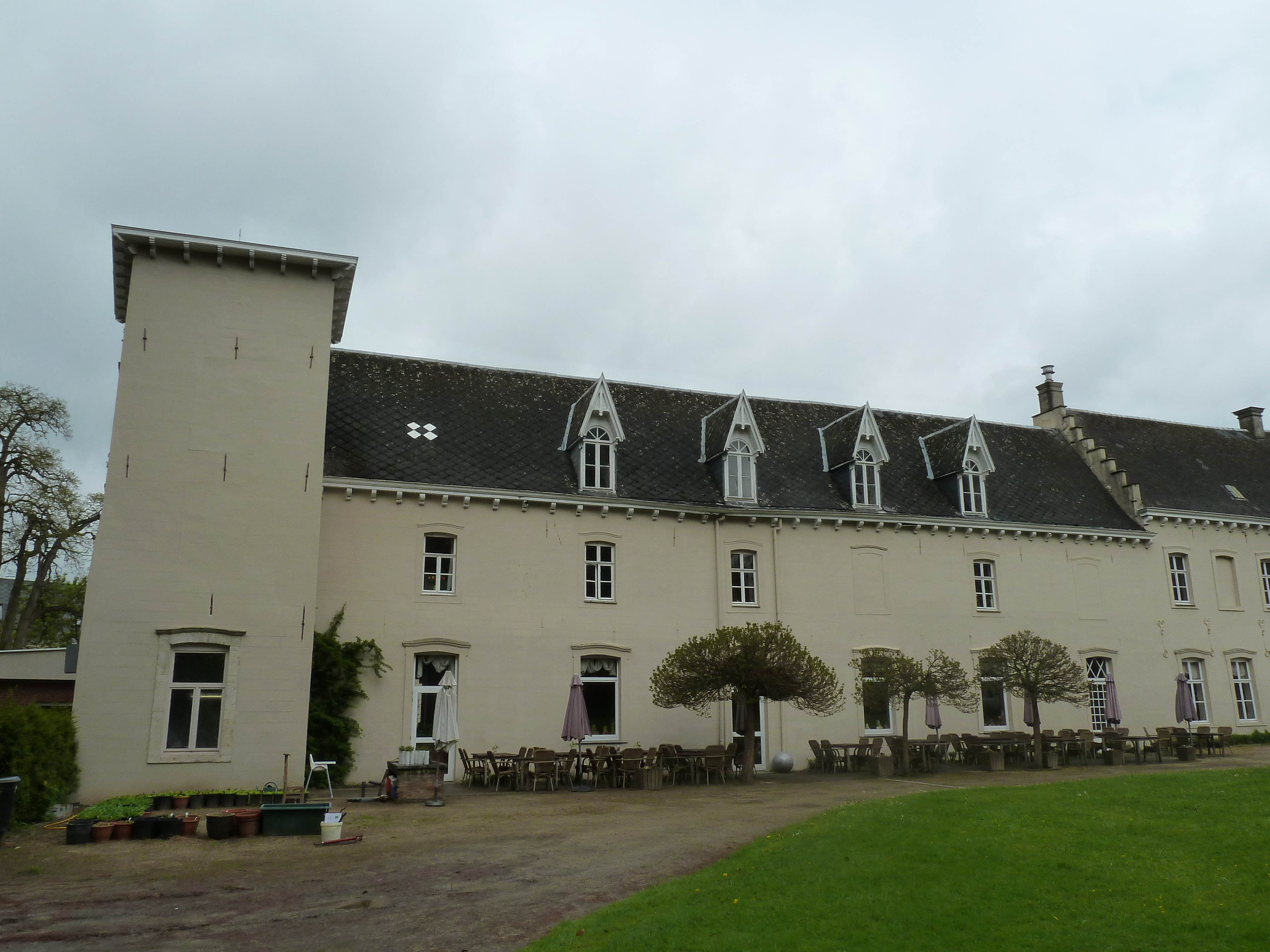
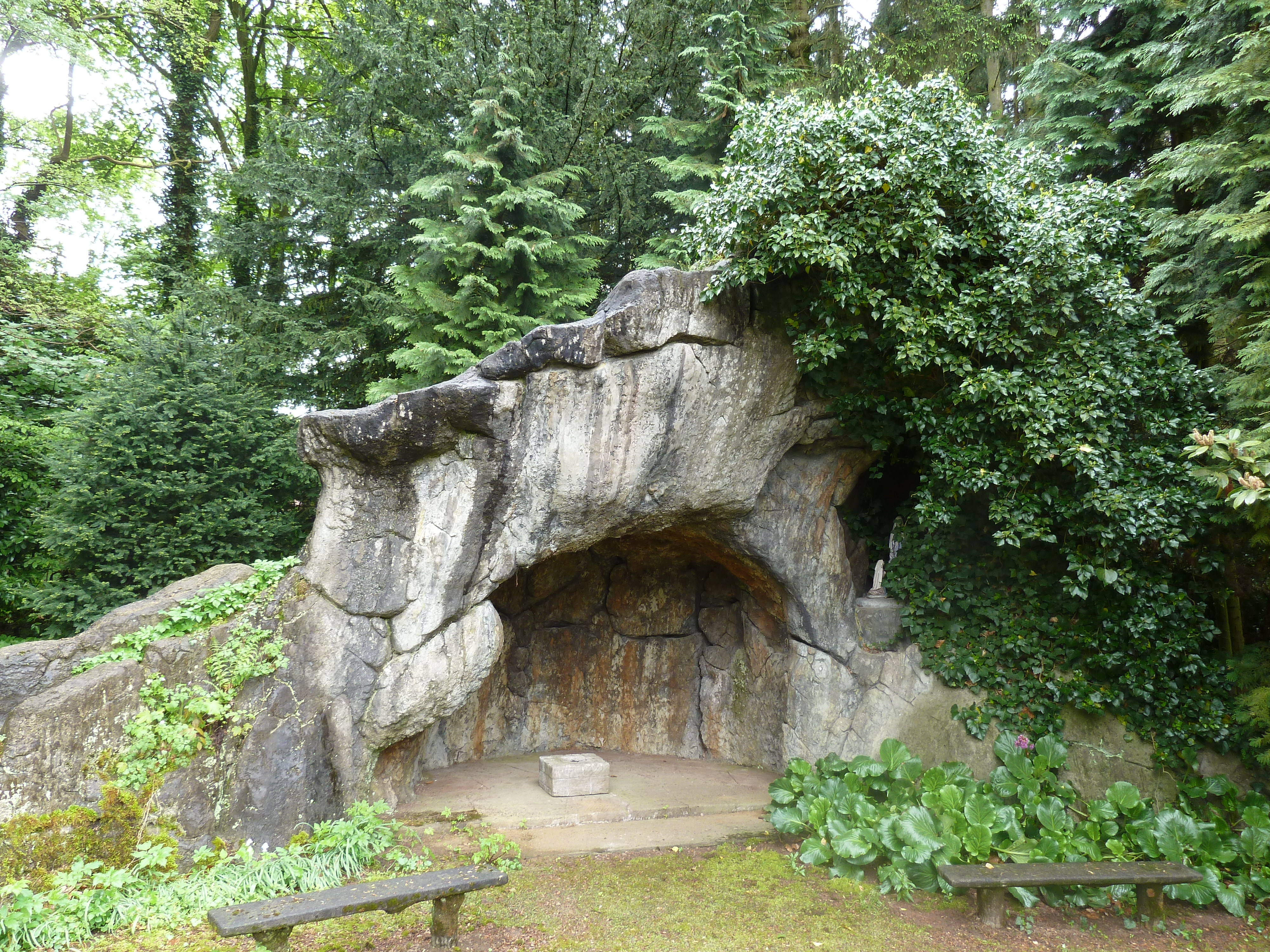

## Prieurs et moines notables
- 1328 : Jan van Melder, premier prieur.
- ~1470 : Pieter Dorland (Petrus Dorlandus (nl)) ou Peter van Diest (en), auteur possible de la moralité „Elckerlijc”.
- 1602 : Laurenz Serjants, prieur.
- 1616-1618 : Thierry de Stompwijck, prieur.

## Aspects architecturaux
Le portail de 1647 contient aujourd'hui des maisons. Il est fait de briques avec des bandes de grès ferreux. Au sud de la cour se trouve l'ancien monastère dominicain. La partie la plus ancienne est l'ancienne maison d'hôtes avec des motifs Renaissance de 1602. Les autres parties présentent un mélange de styles des XVIIe et XVIIIe siècles. L'ensemble a été plâtré plus tard. Plus à l'est, des parties du XIXe siècle. Les vestiges de l'ancienne chapelle se trouvent également dans le jardin du monastère. Dans le verger en face du monastère se trouve une chapelle du XVIIe siècle, la chapelle Onze-Lieve-Vrouw ten Onrust (nl), communément appelée chapelle Tutter qui a été restaurée en 1984.
Les parties les plus importantes du monastère sont classées patrimoine culturel depuis le depuis le 1er mars 1978 et figure à l'inventaire du patrimoine culturel de la région flamande sous la référence 21812.

### Note
1. ↑  selon Sprengers et Keijers, la fondation au pied de la colline témoin ne peut pas être complètement exclue